# Lincoln Challenger 2024
Il Lincoln Challenger 2024 è stato un torneo maschile di tennis professionistico. È stata la 3ª edizione del torneo, disputata 45 anni dopo la seconda edizione. Faceva parte della categoria Challenger 75 nell'ambito dell'ATP Challenger Tour 2024, con un montepremi di 82 000 $. Si è giocato dal 5 all'11 agosto 2024 sui campi in cemento di Lincoln, negli Stati Uniti.

## Partecipanti

### Teste di serie
| Nazionalità | Giocatore           | Ranking* | Testa di serie |
| ----------- | ------------------- | -------- | -------------- |
| Stati Uniti | Christopher Eubanks | 110      | 1              |
| Monaco      | Valentin Vacherot   | 111      | 2              |
| Francia     | Harold Mayot        | 114      | 3              |
| Francia     | Luca Van Assche     | 118      | 4              |
| Cina        | Bu Yunchaokete      | 136      | 5              |
| Stati Uniti | Emilio Nava         | 161      | 6              |
| Kazakistan  | Denis Yevseyev      | 166      | 7              |
| Croazia     | Borna Gojo          | 176      | 8              |

* Ranking al 29 luglio 2024.

### Altri partecipanti
I seguenti giocatori hanno ricevuto una wild card per il tabellone principale:
- Joshua Lapadat
- Anton Shepp
- Joan Torres Espinosa

I seguenti giocatori sono entrati in tabellone come alternate:
- Nishesh Basavareddy
- Aidan Mayo
- Ethan Quinn

I seguenti giocatori sono passati dalle qualificazioni:
- Colton Smith
- Eliot Spizzirri
- Stefan Kozlov
- Ryuki Matsuda
- Christian Langmo
- Jack Pinnington Jones

I seguenti giocatori sono entrati in tabellone come lucky loser:
- Shintaro Mochizuki
- Yusuke Takahashi

## Punti e montepremi
| Torneo    | Torneo              | V     | F     | SF    | QF    | 2T    | 1T  | Q | Q2  | Q1  |
| Singolare | Punti               | 75    | 44    | 22    | 12    | 6     | 0   | 4 | 2   | 0   |
| Singolare | Premi in denaro ($) | 9 880 | 5 820 | 3 450 | 2 000 | 1 165 | 720 | – | 360 | 185 |
| Doppio    | Punti               | 75    | 44    | 22    | 12    | –     | 0   | – | –   | –   |
| Doppio    | Premi in denaro ($) | 4 250 | 2 450 | 1 480 | 880   | –     | 500 | – | –   | –   |

## Campioni

### Singolare
Jacob Fearnley ha sconfitto in finale  Coleman Wong con il punteggio di 6–4, 6–2.

### Doppio
Robert Cash /  James Tracy hanno sconfitto in finale  Ariel Behar /  Luke Johnson con il punteggio di 7–6(6), 6–3.